# دي هافيلاند دي إتش 34
دي هافيلاند دي إتش 34 (بالإنجليزية: de Havilland DH.34)‏ هي طائرة خطوط جوية بريطانية ذات سطحين وبمحرك واحد. صنعتها دي هافيلاند البريطانية في عشرينيات القرن العشرين. استخدمتها من قبل الخطوط الجوية الإمبراطورية لعدة سنوات. كان أول طيران لها في 26 مارس 1922. دخلت الخدمة في 1922، انتهت خدمتها في 1926. صنع منها 12 طائرة.

## المستخدمون
- الخطوط الجوية الإمبراطورية
- خطوط دايملر
- خطوط انستون